# Рыбальченко, Иван Степанович
Иван Степанович Рыбальченко (1922—2004) — сельскохозяйственный деятель, Герой Социалистического Труда (1966).

## Биография
Иван Рыбальченко родился 17 августа 1922 года в селе Шаповаловка (ныне — в черте села Новопреображенное Сватовского района Луганской области Украины). Окончил семь классов школы и курсы трактористов, после чего работал трактористом, помощником бригадира тракторной бригады в колхозе «Новая жизнь». Участвовал в боях Великой Отечественной войны, был тяжело ранен, демобилизован по инвалидности.
С апреля 1944 года работал помощником бригадира тракторной бригады Сватовской МТС, а с июня 1958 года — трактористом в колхозе (впоследствии совхозе) «Дружба», стал позднее звеньевым комплексного механизированного звена. Звено Рыбальченко долгие годы занимало первые места среди аналогичных подразделений во всём районе и области. В 1962 году оно получило урожая по 30 центнеров кукурузы с каждого из гектаров, в 1963 году — по 35,2 центнеров, в 1964 году — 60,8 центнеров. Рыбальченко являлся создателем технологии выращивания кукурузы на больших площадях без затрат ручного труда, благодаря чему её себестоимость значительно снизилась.
Указом Президиума Верховного Совета СССР от 23 июня 1966 года за «успехи, достигнутые в увеличении производства и заготовок пшеницы, ржи, гречихи, проса, кукурузы, других зерновых и кормовых культур» Иван Рыбальченко был удостоен высокого звания Героя Социалистического Труда с вручением ордена Ленина и медали «Серп и Молот».
С апреля 1984 года — на пенсии. Проживал в Сватово. Трагически погиб 30 июля 2004 года, похоронен на Центральном кладбище Сватово.
Был также награждён орденом Отечественной войны 1-й степени и рядом медалей.